# Friedrich August Calau

F. A. Calau: Das Brandenburger Tor in Berlin

Friedrich August Calau (* 1769 in Leipzig; † 25. September 1828 in Berlin) wirkte als Miniaturenmaler, Aquarellist und Zeichner in Berlin. Sein Vater war der preußische Hofmaler Benjamin Calau.

## Werke
Von Calau sind mehr als 300 Werke, vorrangig mit Motiven aus Berlin und dem Umland, bekannt.